# 트리나

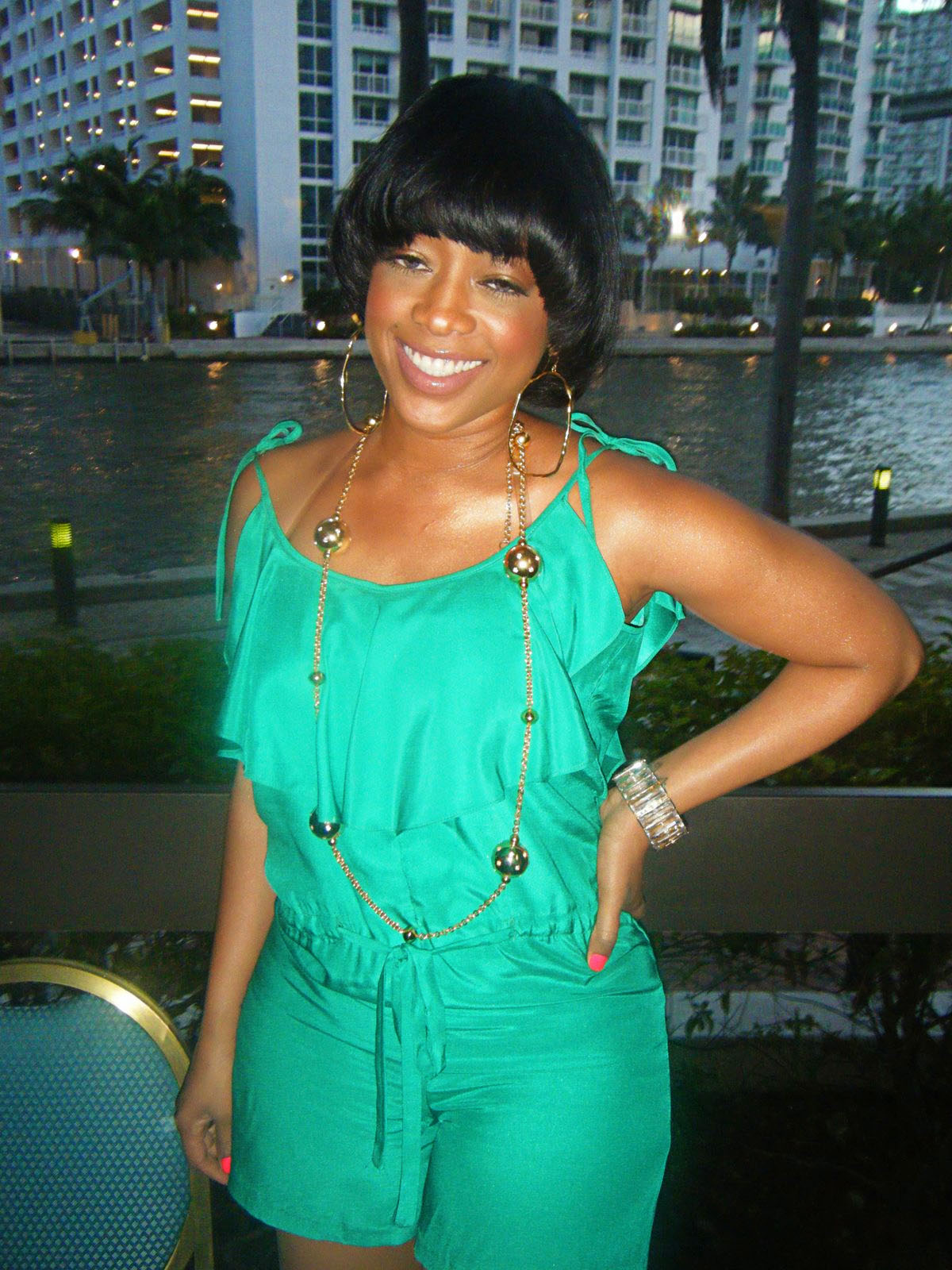

트리나(Trina, 본명: 카트리나 라번 테일러(Katrina Laverne Taylor), 1978년 12월 3일 ~ )는 미국의 여성 래퍼이다. 그녀는 BET 어워드, MTV 어워드, 아메리칸 뮤직 어워드 등에서 수상받은 경력이 있다.

## 앨범
- Da Baddest Bitch (2000)
- Diamond Princess (2002)
- Glamorest Life (2005)
- Still da Baddest (2008)
- Amazin' (2009)

## DVD
- Live & Uncut